# 普天郡
普天郡（ポチョンぐん）は朝鮮民主主義人民共和国両江道に属する郡。

## 地理
鴨緑江の支流である佳林川の流域に位置する郡で、鴨緑江が南から西南へと向きを変える位置にある。
北に三池淵市・白岩郡、南に雲興郡・恵山市、東南に甲山郡と境を接する。

## 行政区画
1邑・2労働者区・17里を管轄する。
| - 普天邑（ポチョヌプ） - 大鎮坪労働者区（テジンピョンノドンジャグ） - 大坪労働者区（テピョンノドンジャグ） - 佳山里（カサンニ） - 内曲里（ネゴンニ） - 大新里（テシンニ） - 大興里（テフンニ） - 龍徳里（リョンドンニ） - 門岩里（ムナムニ） - 栢子里（ペクチャリ） | - 保興里（ポフンニ） - 上龍里（サンニョンニ） - 宋峯里（ソンボンニ） - 新興里（シヌンニ） - 雲南里（ウンナムニ） - 儀化里（ウィファリ） - 青林里（チョンニムニ） - 虎山里（ホサンニ） - 樺田里（ファジョンニ） - 興成里（フンソンニ） |

## 歴史
植民地期は咸鏡南道甲山郡（そこから分離した恵山郡）の一部であった。普天郡は1952年に恵山郡から分割された行政区画である。
現在、普天邑と呼ばれる中心地区は旧名を普天堡（ポチョンボ、ふてんほ）と言い、金日成が行ったという普天堡の戦い（1937年）で知られている。

### 年表
この節の出典
- 1896年 - 咸鏡南道甲山郡に属する。
- 1937年6月 - 普天堡の戦い。
- 1942年4月 - 恵山郡の新設に伴い恵山郡に属する。
- 1952年12月 - 郡面里統廃合により、咸鏡南道恵山郡普天面・大鎮面および雲興面の一部地域をもって、普天郡を設置。普天郡に以下の邑・里が成立。(1邑25里)
  - 普天邑・青林里・胞胎里・雲南里・興成里・内曲里・儀化里・樺田里・中興里・新興里・独山里・通南里・緑水里・佳山里・宝泰里・大新里・大坪里・大興里・保興里・上龍里・龍徳里・宋峯里・栢子里・虎山里・門岩里・大鎮坪里
- 1953年 - 独山里が独山労働者区に昇格。(1邑1労働者区24里)
- 1954年10月 - 行政区画の見直しにより、両江道普天郡となる。(1邑1労働者区24里)
  - 咸鏡北道延社郡柳谷労働者区の一部が独山労働者区に編入。
- 1958年 (1邑2労働者区23里)
  - 大坪里が大坪労働者区に昇格。
  - 宝泰里が宝西里に改称。
  - 独山労働者区が鯉明水労働者区に改称。
- 1961年3月 (1邑1労働者区22里)
  - 大鎮坪里の一部が大坪労働者区に編入。
  - 鯉明水労働者区・胞胎里が新設の三池淵郡に編入。
- 1979年2月 (1邑1労働者区18里)
  - 緑水里・宝西里および中興里・通南里の各一部が三池淵郡に編入。
  - 中興里の残部・通南里の残部が普天邑に編入。
- 1981年 - 大鎮坪里が大鎮坪労働者区に昇格。(1邑2労働者区17里)

## 交通
- 三池淵線
  - 樺田駅 - 普天青年駅
- 普天線（廃止）
  - 樺田駅 - 佳林駅 - 普天駅 - 棍杖徳駅 - 内曲駅 - 温水駅 - 大鎮駅 - 麗水駅 - 両江大坪駅